# Campanularia certidens
Campanularia certidens är en nässeldjursart som beskrevs av John Fraser 1947. Campanularia certidens ingår i släktet Campanularia och familjen Campanulariidae. Inga underarter finns listade i Catalogue of Life.